# 잼버리

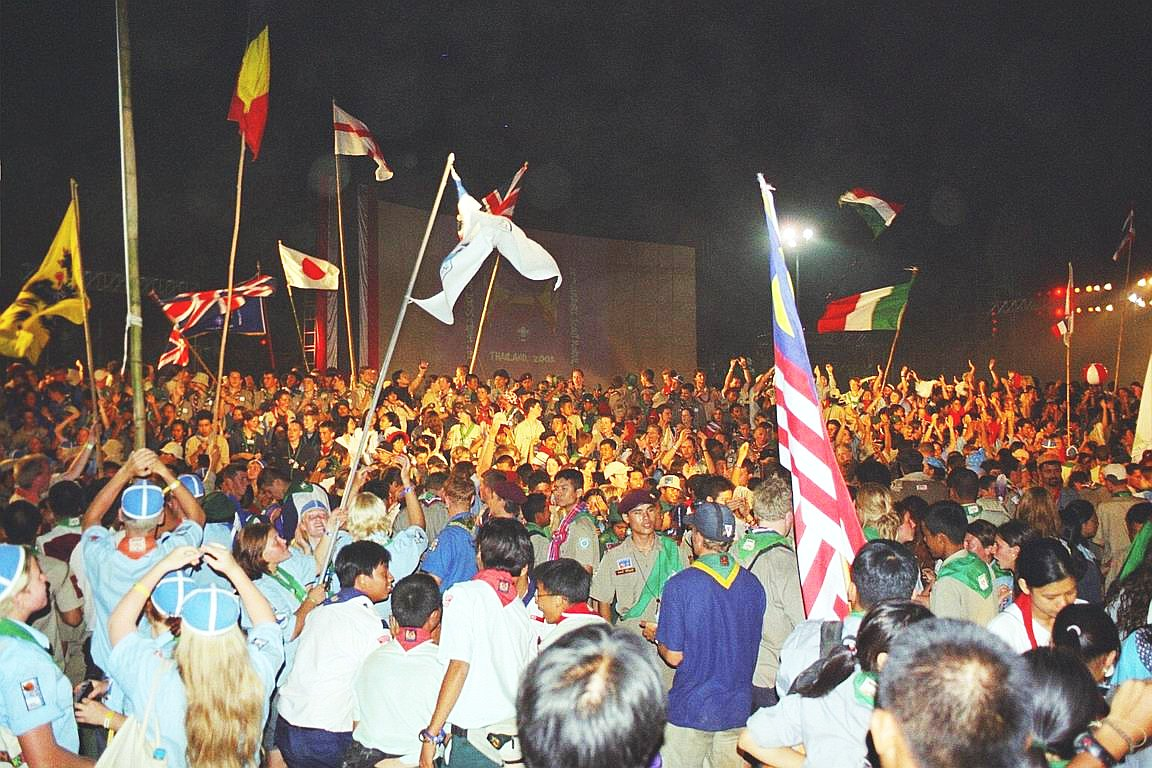
2003년 태국에서 열린 제20회 세계 스카우트 잼버리 폐막식

잼버리(영어: Jamboree)는 스카우트 운동에서 국가적 또는 국제적 차원에서 모이는 보이스카우트, 걸스카우트의 대규모 모임이다. 잼버리 대회에 나간 스카우트들은 참가 기념 배지를 획득하게 된다.

## 어원
'잼버리'라는 말은 1860년대 미국에서 '즐겁고 시끌벅적한 모임'이란 뜻으로 쓰이던 말이었으며 영어로는 'jabber'(재버, 재잘거리기)와 'shivaree'(시바아리, 시끌벅적한 축하연), 그리고 'jam'(잼, 군중)의 'm'을 합성해 만든 단어로 추정되고 있다.

## 연혁
1920년 영국 런던에서 제1회 세계 스카우트 잼버리가 개최되었다. 그 이후로 일반적으로 4년마다 서로 다른 나라에서 세계 스카우트 잼버리가 개최되고 있다. 다양한 빈도로 전 세계에서 개최되는 국가 및 대륙 잼버리도 있는데 아시아 태평양 지역에서는 아시아 태평양 잼버리가 열린다. 이러한 행사 가운데 다수는 외국에서 온 스카우트를 초대하고 유치한다.
스카우트 운동의 창시자로 알려진 로버트 베이든파월은 1932년 9월에 "소년이 평균적으로 스카우트 활동에 참여하는 시기는 비교적 짧은 편이기 때문에 스카우트 세대마다 적어도 한 차례 정도는 대규모 모임을 갖는 것이 좋다. 그러한 활동은 다른 나라와 지역에서 온 형제 스카우트들과 개인적인 친분을 쌓게 한다."고 평가했다.